# Tam Quang, Nghệ An
Tam Quang là một xã thuộc tỉnh Nghệ An, Việt Nam. Xã được hình thành trên cơ sở sáp nhập xã Tam Đình và xã Tam Quang của huyện Tương Dương trong đợt Sáp nhập tỉnh thành Việt Nam 2025.

## Địa lý
Xã Tam Quang có vị trí địa lý:
- Phía Đông giáp xã Châu Khê;
- Phía Nam giáp nước CHDCND Lào;
- Phía Tây giáp xã Tam Thái;
- Phía Bắc giáp xã Yên Na và xã Yên Hòa.

Xã Tam Quang có diện tích tự nhiên 507,95 km².

## Hành chính và tên gọi
Xã Tam Quang được thành lập theo Nghị quyết số 1678/NQ-UBTVQH15 của Ủy ban Thường vụ Quốc hội Việt Nam, ban hành ngày 16 tháng 6 năm 2025. Theo đó, sắp xếp toàn bộ diện tích tự nhiên, quy mô dân số của xã Tam Đình và xã Tam Quang thuộc huyện Tương Dương trước đây thành một xã mới có tên gọi là xã Tam Quang.
Trước đó, theo Đề án sắp xếp đơn vị hành chính cấp xã tỉnh Nghệ An, xã này là xã Tương Dương 1.
Sau sắp xếp xã có diện tích tự nhiên: 507,95 km², quy mô dân số: 13.013 người.